# 2013 en Lorraine
Chronologie de la Lorraine
- 2009
- 2010
- 2011
- 2012
- 2013
- 2014
- 2015
- 2016
- 2017

Cette page est une liste d'événements qui se sont produits durant l'année 2013 en Lorraine.

## Éléments contextuels
- En raison des conflits qui ont eu lieu dans la région de Verdun durant les deux guerres mondiales, des engins explosifs peuvent être retrouvés dans le sol[1]. Entre 2009 et 2013, 190 tonnes d'explosifs sont ramassées en Meuse, et en vingt ans, 8 personnes ont trouvé la mort. Le 29 mars 2007, un jeune homme décède dans l'explosion d'un obus qu'il manipulait dans son jardin. Les démineurs découvrent 2,5 tonnes d'explosifs à son domicile[2].
- En 2013, l'université de Lorraine rassemble 52 478 étudiants et 3 722 enseignants-chercheurs.

## Événements

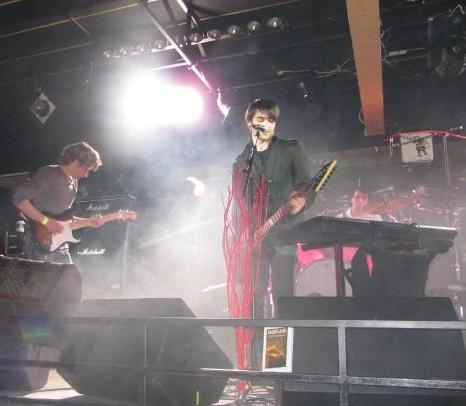
Catalepsie chez Paulette (Paulette Marchal) à Pagney-derrière-Barrine

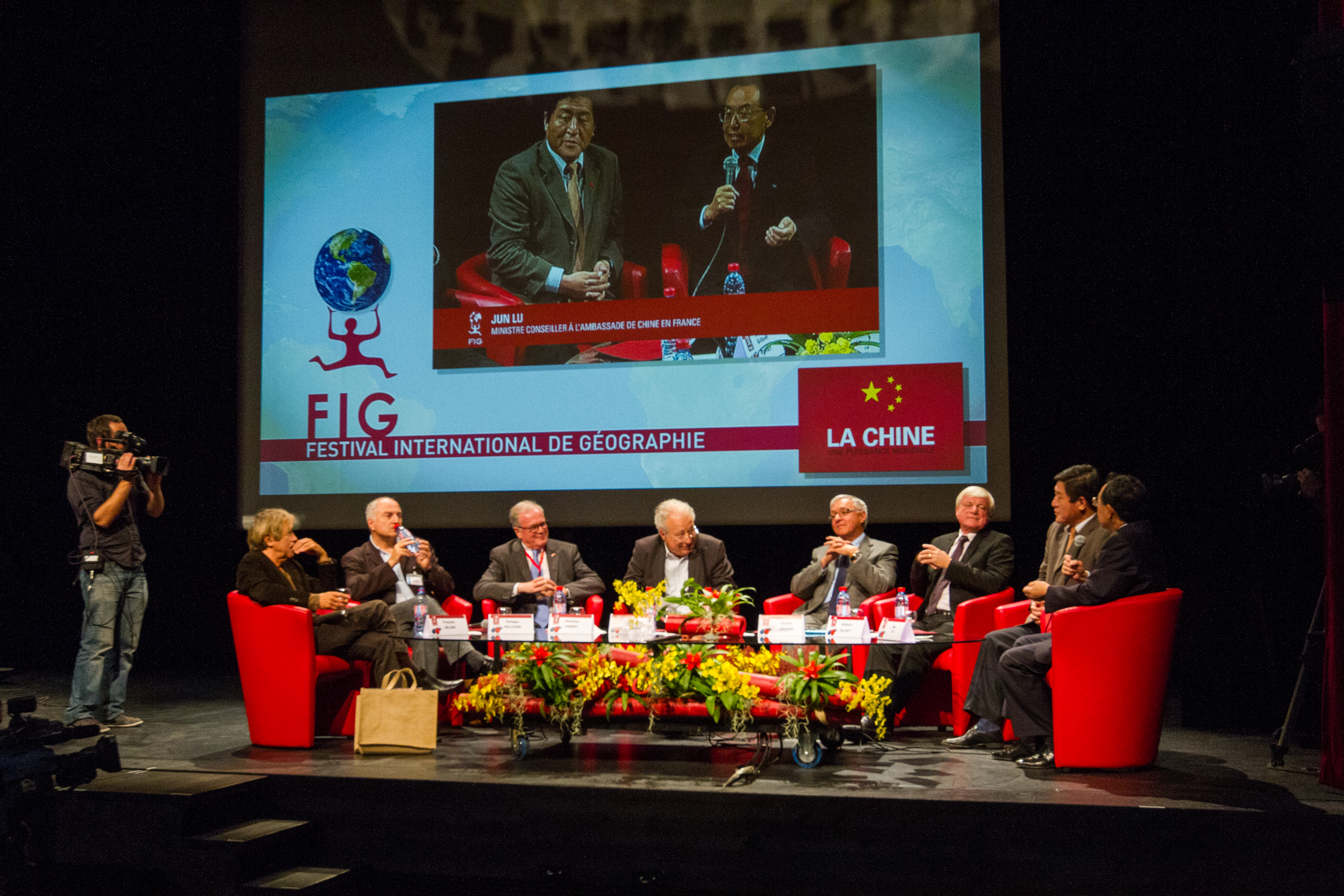
Table ronde d'ouverture du FIG 2013

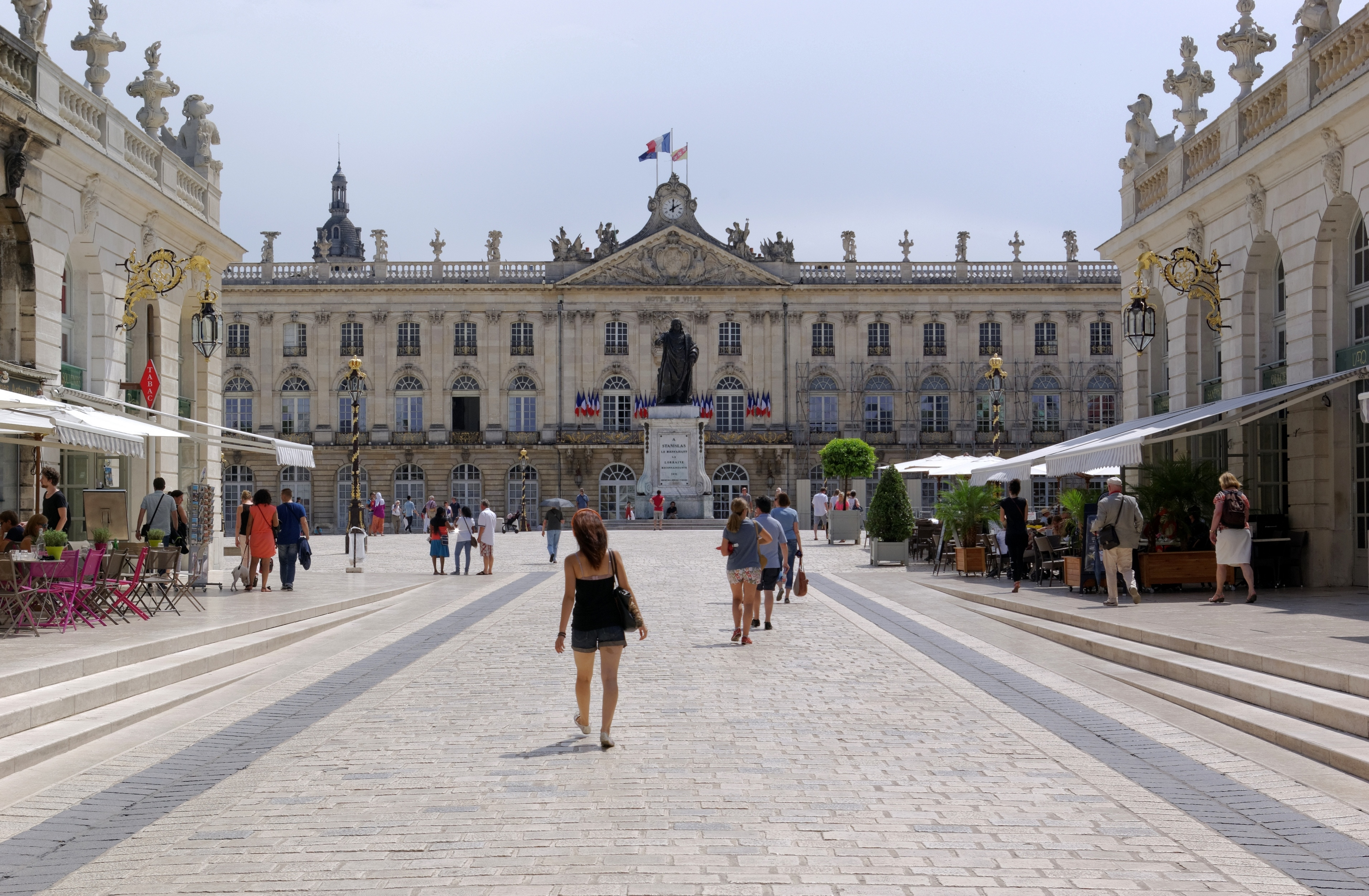
Nancy, Place Stanislas

- Arrêt des hauts-fourneaux d'ArcelorMittal[3].
- En 2013, 
  - la société Midlands Artistic gestionnaire de la délégation Miss Lorraine relance l'élection de Miss Vosges, inexistante depuis 2008.
  - Pierre Raffin se retire et devient évêque émérite de Metz.
  - Metz Handball remporte le titre national de handball féminin ainsi que la Coupe de France de Handball Féminin.
  - Inauguration du Mettis, bus à haut niveau de service de l'agglomération Messine.
- 13 février : « un OVNI dans le ciel lorrain ». La retombée d'un fragment d'une fusée Soyouz partie ravitailler l'ISS est photographiée dans le ciel lorrain[4].

- 1er juin : 11ème marche des fiertés de Lorraine à Nancy[5].
- 15 juin : marche des fiertés à Metz[5].

- 22 et 23 juin, sport automobile : le 58 ème Rallye de Lorraine se déroule autour de Nancy[6]. Il est remporté par Quentin Giordano et Guillaume Duval sur une Citroën DS3 R3T[7].

- Août : élection de la Reine de la mirabelle 2013 : Sarah Beurton[8]

- Octobre : Hervé Bize et Paulette Marchal sont faits chevalier des Arts et des Lettres par la Ministre de la Culture Aurélie Filippetti[9].

- 3, 4, 5 et 6 octobre : 24ème édition du Festival international de géographie, à Saint-Dié-des-Vosges, sur le thème : La Chine, une puissance mondiale ?[10]..

- 3 novembre : Jean-Christophe Lagleize est installé comme nouvel évêque en la cathédrale Saint-Étienne de Metz.

- 14 décembre : approbation du SCoTSuD54[11].

- 16 décembre : la Place Stanislas élue 4e plus belle place du monde[12].

## Inscriptions ou classements aux titre des monuments historiques

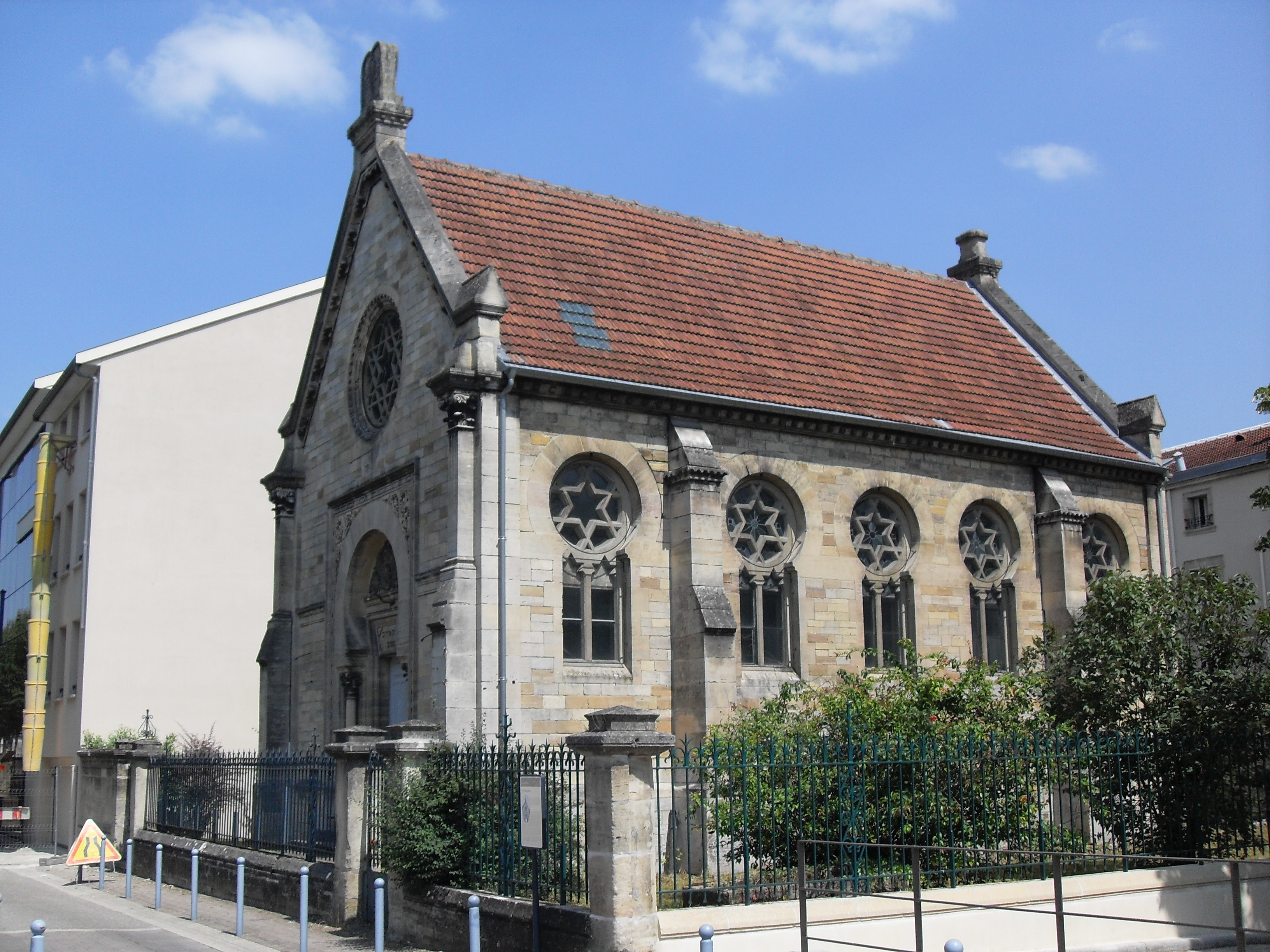
Bar-le-Duc, la synagogue.

- En Meurthe-Et-Moselle : ; Chambre de commerce et d'industrie de meurthe-et-moselle à Nancy[13]

- En Meuse : Fonderies d'Écurey[14]; Synagogue de Bar-le-Duc[15]

- En Moselle : Château d'Aulnois[16]; Saline de Dieuze[17]; Cimetière juif de Frauenberg[18];

- Dans les Vosges : Gare de Contrexéville[19]; Basilique du Bois-Chenu[20]

## Décès
- 17 janvier  à Vandœuvre-lès-Nancy) : Jérôme Skorka (ou Yerme (Jeremiah) Skorka devenu Jérôme Scorin, né le 20 avril 1924 à Zagórów en Pologne, résistant français, d'origine polonaise, déporté à Auschwitz dans le même convoi no 77, que sa sœur, la résistante Régine Skorka-Jacubert. Ils seront témoins au Procès Barbie.
- 22 janvier à Nancy : Dylan Pelot, de son vrai nom Pierre-Dylan Grosdemange, né le 21 juin 1969 à Bussang (Vosges), réalisateur, photographe, illustrateur et écrivain français.
- 23 janvier à Saint-Dié-des-Vosges : Jean Vilnet, né le 8 avril 1922 à Chaumont dans la Haute-Marne , évêque français, évêque de Saint-Dié de 1964 à 1983 puis de Lille de 1983  à 1998 et président de la Conférence épiscopale française de 1981 à 1987.
- 8 mai à Vandœuvre-lès-Nancy : Guy Nungesser[21], né le 19 février 1931 à Vanves, footballeur français.
- 22 mai à Pont-à-Mousson : Yvon Tondon, né le 16 février 1922 à Pont-à-Mousson (Meurthe-et-Moselle)[22], ouvrier électricien, député socialiste du 24 septembre 1978 au 22 mai 1981[23].
- 20 octobre à Nancy : Émile Louis, dit « le boucher de l'Yonne », né le 21 janvier 1934 à Pontigny (Yonne)[24], tueur en série français. En 2000, il avoue l'assassinat de sept jeunes filles handicapées disparues dans les années 1970 dans l'Yonne, mais se rétracte un mois plus tard.
- 29 décembre à Château-Salins : Sandor Kiss, né à Budapest le 5 janvier 1938, peintre et dessinateur[25],[26].